# 什瓦伊基夫齊
49°1′15″N 25°56′3″E / 49.02083°N 25.93417°E
什瓦伊基夫齊（烏克蘭語：Швайківці）是位於烏克蘭西部泰爾諾皮爾州裏喬爾特基夫區的村莊，處於尼奇拉瓦河畔，面積1.06平方公里，2001年人口207。